# Salsola decussata
Salsola decussata är en amarantväxtart som beskrevs av Christo Albertyn Smith och Viktor Petrovitj Botjantsev. Salsola decussata ingår i släktet sodaörter, och familjen amarantväxter. Inga underarter finns listade i Catalogue of Life.